# ميتمنشتيتن
ميتمنشتيتن (بالألمانية: Mettmenstetten) هي بلدية ضمن مقاطعة أفولتن في كانتون زيورخ بسويسرا. تبلغ مساحتها 13.11 كيلومتر مربع، ويبلغ عدد سكانها 4886 نسمة (حسب إحصاءات ديسمبر 2017).

## أعلام
- توماس لامبرت
- إرنست برونر